# Knoet I van Zweden
Knoet I (Zweeds: Knut Eriksson, ca. 1160 - 8 april 1196) was van 1167 tot 1196 koning van Zweden. Hij was een zoon van Erik IX de Heilige.
Toen de Esten Zweden binnenvielen, liet Knoet, op de plaats waar nu de hoofdstad Stockholm ligt, een versterkte vesting oprichten waaromheen geleidelijk aan een dorp ontstond.
Ook het Kalmar slott, dat Knoet in 1180 liet bouwen, werd als een verdedigingstoren gebruikt, en als bescherming tegen piraten en andere vijanden die vanaf de zee de stad bedreigden.

## Huwelijk en kinderen
Rond 1160 huwde Knoet met Cecilia Eriksdotter van Zweden en werd vader van:
1. Jon (gesneuveld in november 1205 tijdens de Slag bij Älgarås)
2. Knut (gesneuveld in november 1205 tijdens de Slag bij Älgarås)
3. Joar (gesneuveld in november 1205 tijdens de Slag bij Älgarås)
4. Erik, huwde met Rikissa van Denemarken
5. dochter, (waarschijnlijk Sigrid, of Karin), waarvan gezegd wordt dat zij huwde met Knut Birgersson (en de moeder werd van Magnus Broka), of zij huwde met Magnus Broka zelf (en had met hem een zoon; Knut Magnusson, of Knut Katarinason). Deze zoon claimde de Zweedse troon, maar werd vermoord in 1251).

Het bestaan van deze dochter is gebaseerd op een onduidelijke sage.

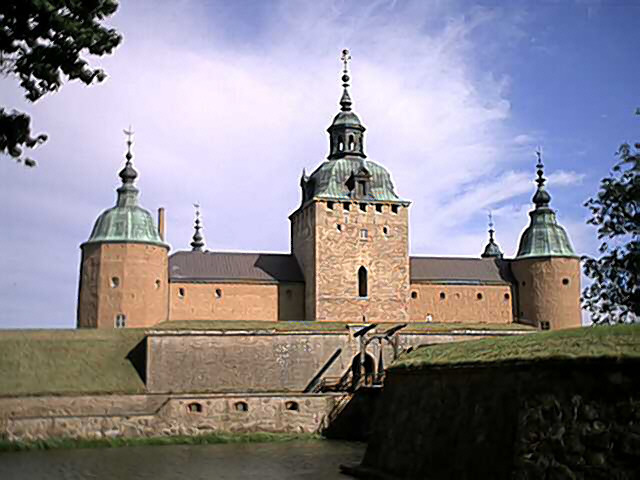
Kalmar slott (2004)